# Motretinide
Motretinide là một chế phẩm chống mụn trứng cá và thơm tương tự với axit retinoic.